# Rue Bernoulli
La rue Bernoulli est une voie du 8e arrondissement de Paris. 

## Situation et accès
Elle commence au 73, rue de Rome, se termine rue de Constantinople et longe le lycée Chaptal.

## Origine du nom
Cette voie est nommée en l'honneur du mathématicien et physicien suisse Jean Bernoulli (1667-1748), dont le nom patronymique était parfois orthographié avec un « i » avant les deux « l ».

## Historique
Cette rue est ouverte en 1867, pour isoler le collège Chaptal, sous le nom de « rue Bernouilli » et prend sa dénomination de « rue Bernoulli » le 14 janvier 1994.

## Bâtiments remarquables et lieux de mémoire

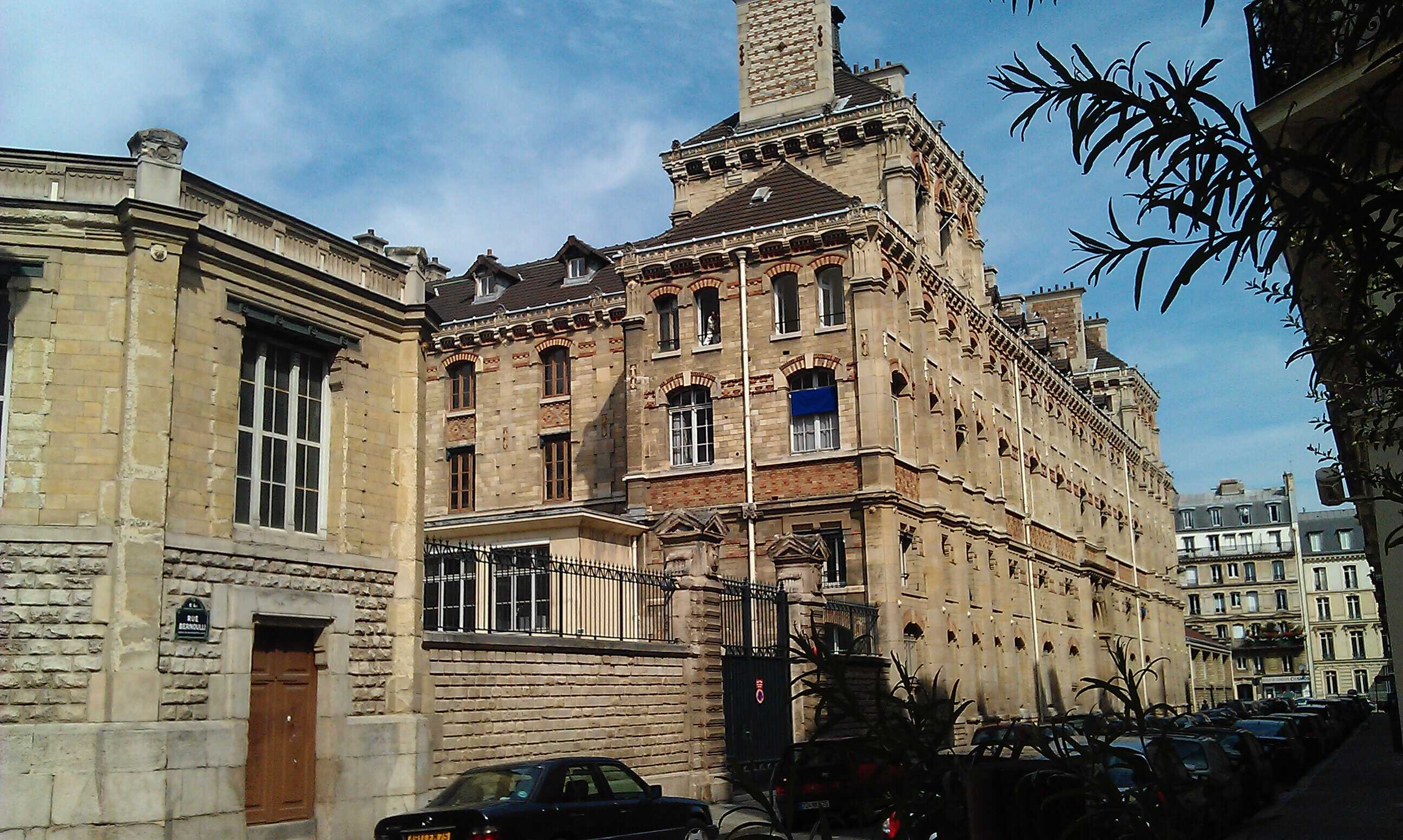
Le lycée Chaptal.

- La rue longe le lycée Chaptal (côté pair).
- Entre 1981 et 1984, le siège du FN se trouve au no 11 rue Bernoulli.

### Sources et bibliographie
- Félix de Rochegude, Promenades dans toutes les rues de Paris. VIIIe arrondissement, Paris, Hachette, 1910.